# قلعه‌نعیم
قلعه‌نعیم یک روستا در افغانستان است که در ولسوالی چهارآسیاب، ولایت کابل واقع شده‌است.

## خصوصیات
قلعه‌نعیم ۱٬۸۴۳ متر بالاتر از سطح دریا واقع شده‌است.